# Поль Андре Гелланн
Пол Андре Гелланн (норв. Pål André Helland, нар. 4 січня 1990, Тронгейм) — норвезький футболіст, нападник клубу «Ліллестрем».
Володар Кубка Норвегії. 

## Клубна кар'єра
У дорослому футболі дебютував 2008 року виступами за команду клубу «Русенборг». Перший контракт молодого нападника з клубом був розрахований до серпня 2011 року, проте за час його дії він провів за «Русенборг» лише п'ять матчів в різних турнірах. Натомість більшу частину цього періоду провів граючи на умовах оренди у третьому за силою норвезькому дивізіоні спочатку за «Рангейм».
Після закінчення контракту з «Русенбргом» другу половину 2011 року провів у складі нижчолігового «Бйосена», а на початку 2012 став гравцем представника другого за силою дивізіону, клубу «Годд». У першому ж сезоні з цим клубом показав дуже пристойну результативність, насамперед в іграх Кубка Норвегії, забивши у сьоми матчах шість голів. У результаті «Годд» став володарем цього трофею, який до того п'ятнадцять років вібрювали виключно представники елітної Тіппеліги.
Не в останню чергу завдяки кубковому тріумфу зацікавленість у послугах свого колишнього гравця висловили представника «Русенборга», які викупули його контракт влітку 2013 року. Відразу після повернення став регулярно виходити на поле у складі команди з Тронгейма.

## Виступи за збірні
2005 року дебютував у складі юнацької збірної Норвегії, взяв участь у 20 іграх на юнацькому рівні, відзначившись 6 забитими голами.
2015 року дебютував в офіційних матчах у складі національної збірної Норвегії.
| Дата       | Місто    | Господарі   | Результат | Гості       | Турнір            | Голи | Примітки |
| ---------- | -------- | ----------- | --------- | ----------- | ----------------- | ---- | -------- |
| 8-6-2015   | Осло     | Норвегія    | 0 – 0     | Швеція      | товариський матч  | -    | 69'      |
| 12-6-2015  | Осло     | Норвегія    | 0 – 0     | Азербайджан | Відбір до ЧЄ 2016 | -    | 55'      |
| 12-11-2015 | Осло     | Норвегія    | 0 – 1     | Угорщина    | Відбір до ЧЄ 2016 | -    | 85'      |
| 15-11-2015 | Будапешт | Угорщина    | 2 – 1     | Норвегія    | Відбір до ЧЄ 2016 | -    | 46'      |
| 1-6-2016   | Осло     | Норвегія    | 3 – 2     | Ісландія    | товариський матч  | 1    | 53'      |
| 8-10-2016  | Баку     | Азербайджан | 1 – 0     | Норвегія    | Відбір до ЧС 2018 | -    | 71'      |
| Усього     |          | Матчів      | 6         |             | Голів             | 1    |          |

## Титули і досягнення
- Чемпіон Норвегії (6):

«Русенборг»:  2009, 2010, 2015, 2016, 2017, 2018
- Володар Кубка Норвегії (4):

«Годд»:  2012
«Русенборг»:  2015, 2016, 2018
- Володар Суперкубка Норвегії (2):

«Русенборг»:  2017, 2018